# 渡辺康二
渡辺 康二 (わたなべ　こうじ、1942年1月19日 - ）は、日本のプロテニスプレーヤー。
兵庫県芦屋市出身。1960年、全日本ジュニアテニス選手権、1963年全国高等学校総合体育大会（インターハイ）それぞれシングルスに優勝。甲南大学在学中の1963年からデビスカップの日本代表として活躍する傍ら、プロテニス選手として活動し、1964年・1965年・1968年に全日本テニス選手権大会シングルス優勝、1965年-1968年はダブルスも制覇。特に1967年・1968年はシングルス・ダブルスの二冠を達成した。
1970年に競技者の第一線を退き、デビスカップ日本代表の監督に就任（1974年退任）。特に、1971年の大会において、オーストラリアを50年ぶりに破る時の監督として知られた。その後もティーチングプロの形で後進の指導や日本テニス協会専務理事、同副会長を担当。

## 出演番組
- ワールドビッグテニス（解説者　当時は住友軽金属所属プロとして紹介された）